# Pujerra
Pujerra és un poble de la província de Màlaga (Andalusia), que pertany a la comarca de la Serranía de Ronda. Per carretera està situat a 117 quilòmetres de Màlaga i a 652 km de Madrid. El 2006 tenia 316 habitants; el 2000 tenia 304. Les festes locals se celebren durant el mes de Juny en honor del patró del poble Sant Antoni de Pàdua. Conta una llegenda que el rei visigot Wamba va viure en un poblat proper (Cenay) a Pujerra.